# Luke Graham (Fußballspieler)
Luke Graham (* 11. Februar 2004 in Perth) ist ein schottischer Fußballspieler, der beim FC Dundee unter Vertrag steht.

## Karriere
Der in Perth geborene Luke Graham wurde als Kind vom örtlichen Verein St. Johnstone entdeckt und verbrachte dort mehrere Jahre, bevor er sich später den Jugendmannschaften des FC Dundee anschloss. Im Juli 2021 wechselte Graham für eine Saison auf Leihbasis zu Lochee United in die Midlands Football League. Im September 2022 wechselte Graham auf Leihbasis weiter zum schottischen Viertligisten Albion Rovers. Einen Tag nach seiner Verpflichtung gab Graham sein Debüt für die Rovers in der League Two gegen Stranraer. Bei seinem zweiten Einsatz gegen Bonnyrigg Rose Athletic gelang ihm für den Verein sein erstes Tor. Im September 2023 wechselte Graham erneut auf Leihbasis zum Drittligisten FC Montrose. Nach einer erfolgreichen ersten Saisonhälfte wurde Grahams Leihe in Montrose die eigentlich nur bis Januar 2024 lief bis zum Saisonende 2023/24 verlängert. In 31 Ligaspielen gelangen ihm für den Verein zwei Tore. Nach den drei aufeinanderfolgenden erfolgreichen Leihperioden gab Dundee im Mai 2024 bekannt, dass Graham eine Vertragsverlängerung bis 2027 unterzeichnet habe. Graham gab sein Pflichtspieldebüt für Dundee am 23. Juli 2024 als Einwechselspieler bei einem Sieg in der Gruppenphase des schottischen Ligapokals gegen Annan Athletic. Seinen ersten Startelfeinsatz für „Dee“ absolvierte er vier Tage später bei einem 6:0-Sieg gegen Inverness Caledonian Thistle im gleichen Wettbewerb. Sein Ligadebüt in der Scottish Premiership gab Graham am 4. August 2024 gegen den Stadtrivalen Dundee United im Dundee Derby.
Im September 2024 wechselte Graham auf Leihbasis zum schottischen Zweitligisten FC Falkirk. Graham gab sein Debüt für die „Bairns“ im gleichen Monat in einem Ligaspiel bei den Raith Rovers. Dem Aufsteiger verhalf Graham zum erobern der Tabellenspitze. In der Defensive von Falkirk kam Graham bis zum Jahresende 2024 auf 14 Einsätze, davon blieb Falkirk siebenmal ohne Gegentor. Kurz vor dem Jahreswechsel wurde Graham vorzeitig nach Dundee zurückbeordert. Im Februar 2025 kehrte Graham zurück nach Falkirk.